# Casla (Irlanda)
Casla (en anglès Costelloe) és una vila d'Irlanda, a la Gaeltacht de comtat de Galway, a la província de Connacht. Està situada entre Indreabhán i An Cheathrú Rua a la carretera R336 vora Clynagh Bay. A Casla hi ha la seu de RTÉ Raidió na Gaeltachta. Casla vol dir "rierol girant" o "entrada del mar" en gaèlic irlandès.
Es troba en la ruta del Bus Éireann 424 Arxivat 2009-07-10 a Wayback Machine. cap a Galway.